# Albanezi
Albanezii (în albaneză Shqiptarët) din sud-estul Europei, locuiesc în Albania și țările vecine iar limba lor națională este albaneza. Aproximativ jumătate din albanezi locuiesc în Albania, cu numeroase grupuri așezate în Kosovo, Republica Macedonia, Serbia și Muntenegru. De asemenea, există numeroase minorități albaneze și comunități imigrante în alte țări precum Turcia, Grecia și Italia.

## Referințe

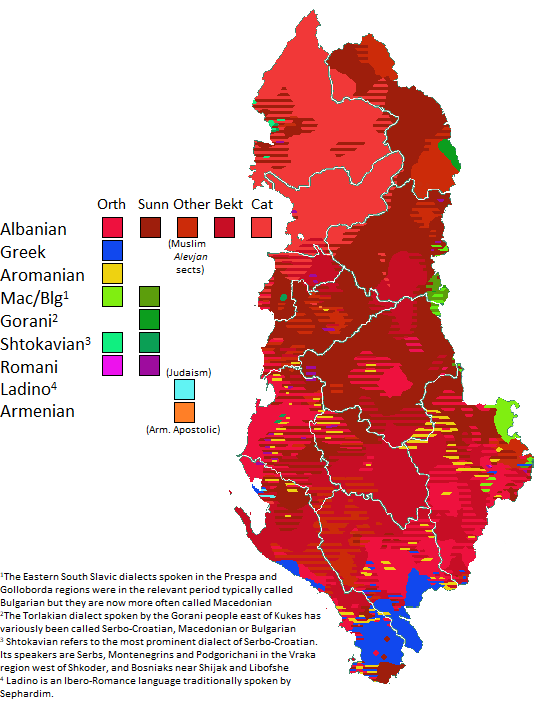
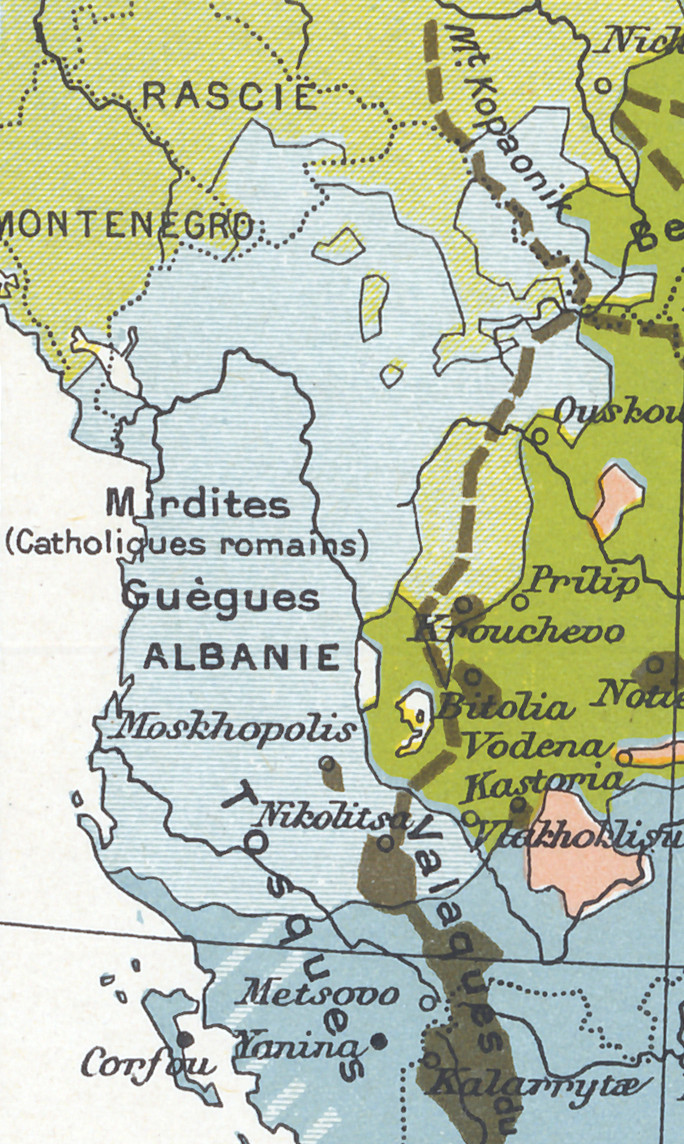
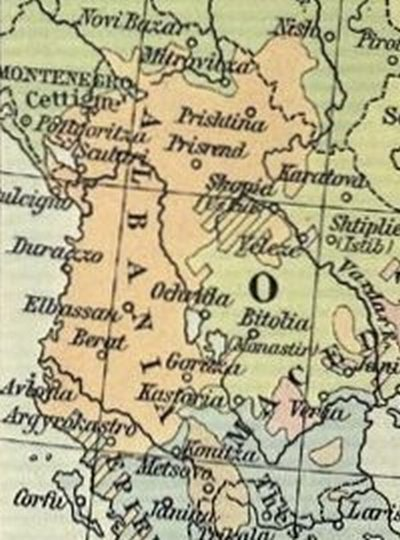
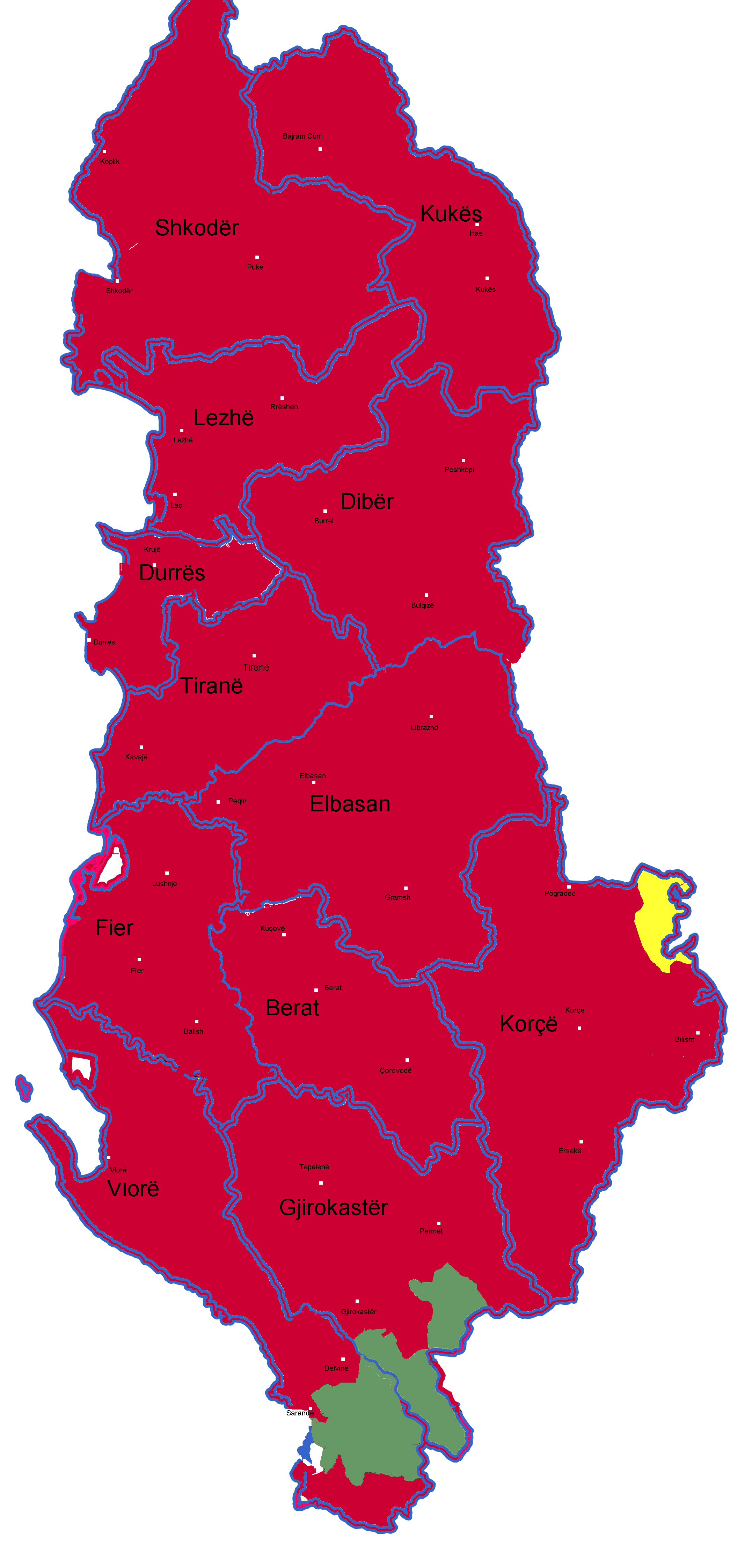
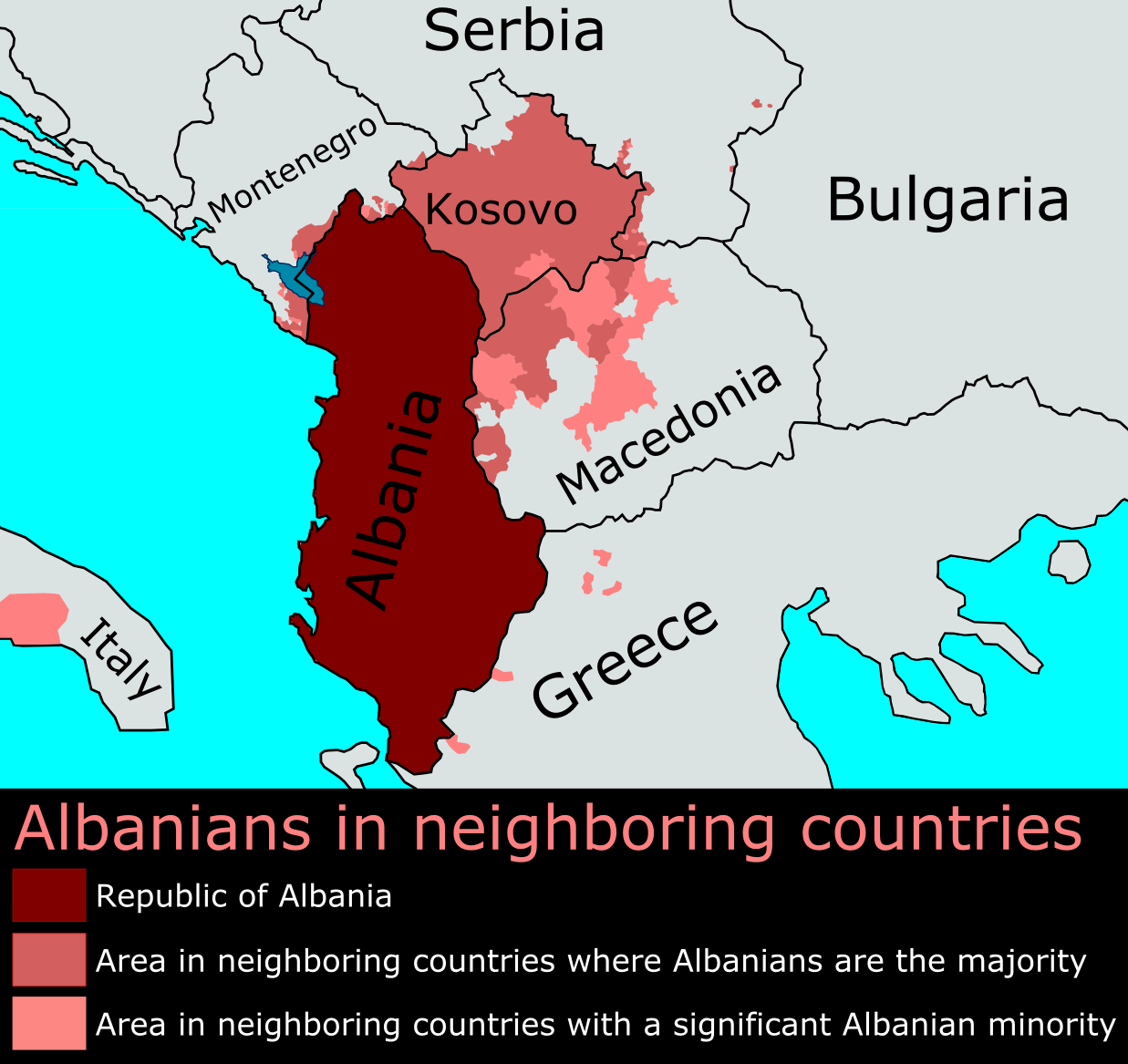
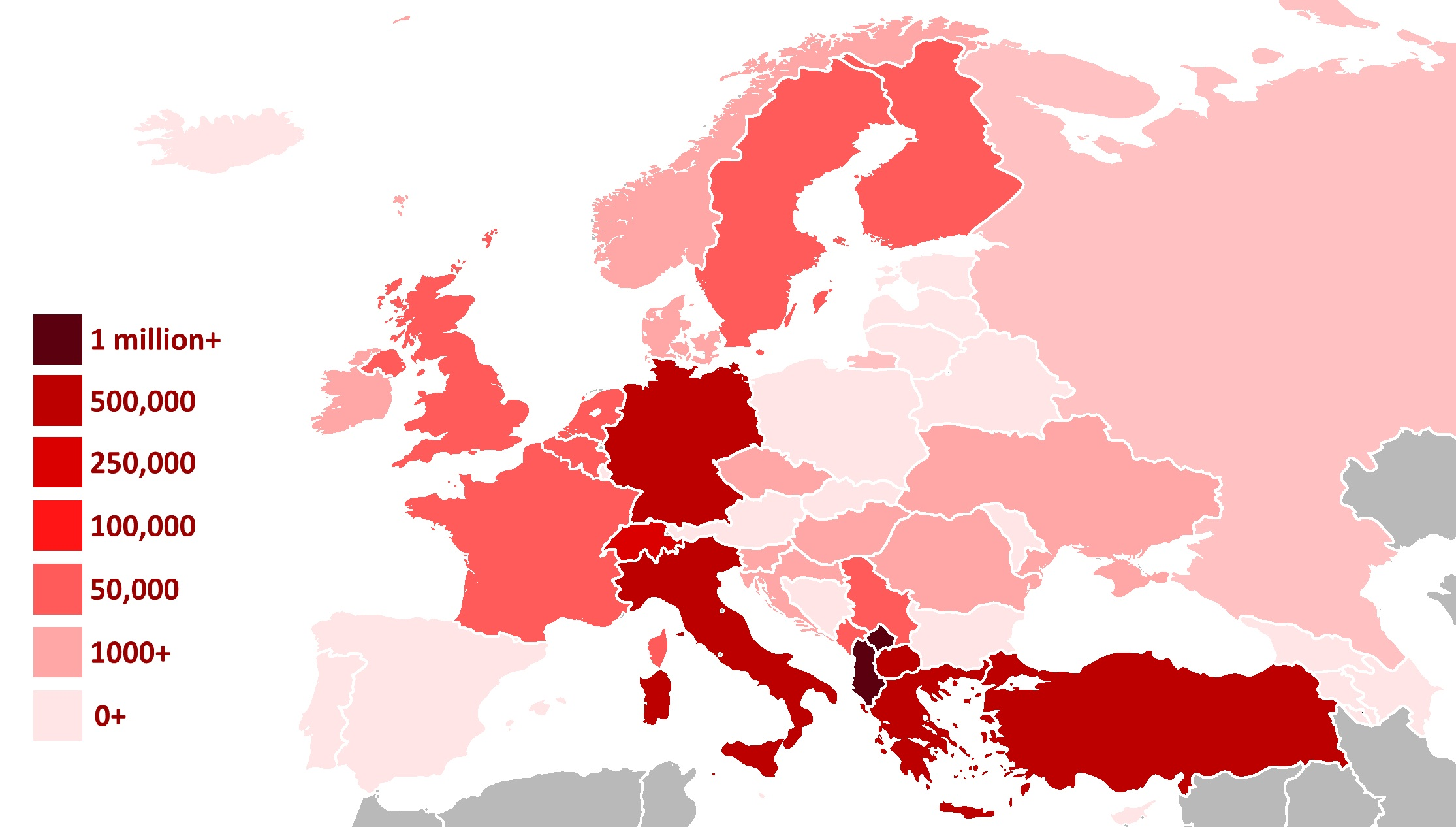